# Tribunal de commerce de Paris
Tribunal de commerce de Paris (tj. Obchodní soud v Paříži) je budova v Paříži, ve které sídlí nejvyšší soud obchodního soudnictví ve Francii (Tribunal de commerce de France). Stavbu projektoval architekt Antoine-Nicolas Bailly (1810–1892) z příkazu císaře Napoleona III. a výstavba probíhala v letech 1860–1865.

## Umístění
Soudní budova se nachází na ostrově Cité ve 4. obvodu mezi ulicemi Quai de la Corse, Boulevard du Palais, Rue de Lutèce a Rue Aubé.

## Historie
Soudní dvůr byl postaven v prostoru západní části ulice Rue de la Pelleterie. Kvůli jeho stavbě bylo v roce 1858 zbořeno divadlo Cité-Variétés. Výstavba soudu také vedla k odstranění ulice Rue du Marché-aux-Fleurs.

## Architektura
Hlavní budova má podobu čtyřúhelníku o rozměrech 50 × 70 m, zakončenou osmihrannou kopulí o výšce 45 metrů. Budova je inspirována radnicí města Brescia v Itálii, kterou císař obdivoval.
Západní – hlavní – průčelí (na bulváru du Palais), má pouze jedno patro s atikou. V přízemí je v centrální části pět velkých polokruhových oblouků.
Severní fasáda (na Quai de la Corse) má v přízemí tři oblouky, nad nimiž jsou sochy představující Zákon, Spravedlnost, Důslednost a Moudrost. Nad nimi je fasáda zakončena frontonem se čtyřmi dekorativními postavami, které vytvořil sochař Albert-Ernest Carrier-Belleuse.
Jižní průčelí na Rue de Lutetia je stejné jako severní fasáda. Průčelí na Rue Aubé není ničím zvýrazněné.
Arkády hlavního průčelí se otevírají do prostorné haly, ze kterého vede monumentální schodiště do jednacích síní. Schodiště je zdobeno obrazy Josepha Nicolase Robert-Fleury.

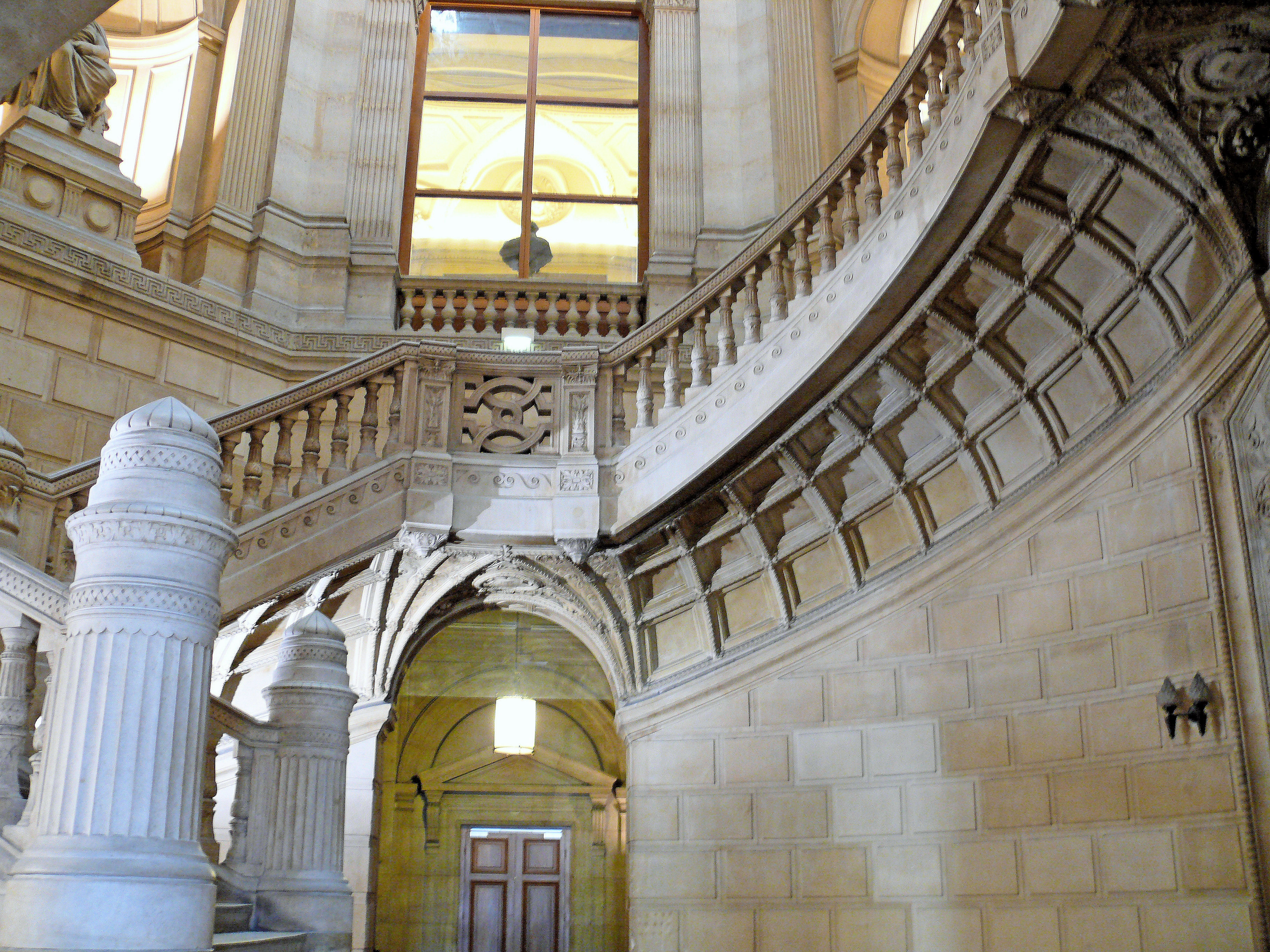
Hlavní schodiště

Kupole vznikla ze dvou důvodů. Jednak na přání císaře, aby mu připomínal věž malého kostela Desenzano del Garda na břehu Gardského jezera, kde čekal na výsledky bitvy u Solferina dne 24. června 1859. Také baron Haussmann požadoval výraznou kopuli. Prefekt při přestavby Paříže chtěl, aby byl každý nově budovaný bulvár zakončen rozpoznatelnou budovou. Požádal proto architekta Antoina-Nicholase Baillyho, aby na úkor symetrie budovy přidal kopuli kvůli nově budovanému bulváru Sebastopol.